# Seria Dzieł Pisarzy Skandynawskich
Seria Dzieł Pisarzy Skandynawskich – seria wydawnicza ukazująca się w Wydawnictwie Poznańskim w latach 1956–1990 i wznowiona w 2018 roku.
W ramach serii wydawano dzieła (powieści, poezję, dramaty, opowiadania, sagi, baśnie ludowe) z literatur skandynawskich, przede wszystkim norweskiej (prawie 50 pozycji), szwedzkiej (prawie 40 pozycji), duńskiej (około 30 pozycji), ale również literatury fińskiej (20 pozycji), islandzkiej (8 pozycji) i farerskiej (4 pozycje).

## Profil serii
W tworzeniu profilu Serii Dzieł Pisarzy Skandynawskich uczestniczyli redaktorzy Wydawnictwa Poznańskiego Henryk Goldmann, Adela Skrentni i Maria Krysztofiak.
Pośród dzieł wydanych w ramach Serii Dzieł Pisarzy Skandynawskich można znaleźć zarówno dzieła skandynawskich noblistów (m.in. Bjørnstjerne Bjørnson, Knut Hamsun, Sigrid Undset, Johannes V. Jensen, Karl Gjellerup, Selma Lagerlöf, Pär Lagerkvist, Eyvind Johnson, Harry Martinson, Halldór Laxness), dzieła klasyki literatury staronordyckiej (np. Saga o Njalu, Saga Rodu z Laxdalu), zbiory baśni ludowych (Norske Folkeeventyr), klasyków skandynawskiej literatury przełomu XIX i XX w. (m.in. August Strindberg, Hans Christian Andersen, Jens P. Jacobsen, Herman Bang, Alexander L. Kielland), jak i pisarzy współczesnych, publikujących w drugiej połowie XX wieku (np. Karen Blixen, Villy Sørensen, Martin Andersen Nexø, Per Olof Enquist, Vilhelm Moberg, Väinö Linna, Paavo Haaviko, Tarjej Vesaas).
Szczególne znaczenie dla zarysowania kontekstu historyczno-literackiego poszczególnych literatur skandynawskich miały wydawane w ramach Serii antologie prozy i poezji, m.in. Losy ludzkie (1965, antologia noweli szwedzkiej), W sali zwierciadeł (1980, antologia poezji szwedzkiej), Tam gdzie fiordy (1970, antologia noweli norweskiej), Anegdoty losu (1976, antologia noweli duńskiej), Żyzny granit (1970, antologia noweli fińskiej).

## Recepcja
W latach 60. i 70. XX wieku dzieła wydawane w ramach Serii były na bieżąco były recenzowane przez Jarosława Iwaszkiewicza na łamach „Życia Warszawy” i „Rocznika Literackiego”. Wybrane recenzje zostały zebrane w zbiorze „Szkice o literaturze skandynawskiej” (Warszawa: Czytelnik, 1977).

## Tłumacze
W przeważającej części dzieła tłumaczono na język polski z języków oryginalnych, zdarzały się jednak także tłumaczenia z języków pośrednich, takich jak niemiecki, angielski, francuski, szwedzki, duński (zwłaszcza w przypadku literatury farerskiej) i rosyjski (literatura norweska).
Największy dorobek przekładowy mają: Franciszek Jaszuński, Maria Krysztofiak, Stefan H. Kaszyński, Maria Bero (literatura duńska), Józef Giebułtowicz, Beata Hłasko, Adela Skrentni (literatura norweska), Zygmunt Łanowski, Maria Olszańska, Karol Sawicki (literatura szwedzka), Cecylia Lewandowska (literatura fińska).
Pośród tłumaczy dzieł wydanych w ramach Serii znaleźli się też m.in. Jarosław Iwaszkiewicz, Maria Dąbrowska, Leopold Staff, Franciszek Mirandola czy Robert Stiller.

## Seria w latach 1956-1990

### Literatura duńska
| Rok wydania w Serii | Tytuł                                               | Autor                   | Tłumacz                                                             | Uwagi |
| ------------------- | --------------------------------------------------- | ----------------------- | ------------------------------------------------------------------- | --- |
| 1956                | Dojrzali do życia: powieść                          | Karl Gjellerup          | Franciszek Mirandola                                                | przejrzał i uzupełnił Tadeusz Powidzki, ilustracje: Zbigniew Kaja |
| 1957                | Młyn na wzgórzu: powieść w pięciu aktach            | Karl Gjellerup          | Stanisław Sierosławski                                              | drugie wydanie powieści ukazało się w 1973 roku w ramach Serii |
| 1959                | Rodzina polska: powieść                             | Carsten Hauch           | Tadeusz Powidzki                                                    | wiersze przełożył Eugeniusz Morski; wstęp napisał Jarosław Maciejewski |
| 1963                | Przy drodze: powieść                                | Herman Bang             | Jarosław Iwaszkiewicz                                               | |
| 1967                | Stracona wiosna                                     | Hans Scherfig           | Maria Kelles-Krauz                                                  | |
| 1970                | Złośliwość wcielona                                 | Gustav Wied             | Maria Kłos-Gwizdalska                                               | |
| 1971                | Zabawki: powieść                                    | Hans Christian Branner  | Edyta Sicińska                                                      | tłumaczenie z języka niemieckiego |
| 1971                | Zamek Frydenholm                                    | Hans Scherfig           | Halina Leonowicz                                                    | drugie wydanie powieści ukazało się w 1979 roku w ramach Serii |
| 1971                | Upadek króla: powieść z czasów hanzeatyckich        | Johannes V. Jensen      | Emilia Bielicka                                                     | posłowie napisał Stefan H. Kaszyński |
| 1972                | Ptaki niebieskie...                                 | Peter Seeberg           | Maria Bero                                                          | |
| 1972                | Ongiś                                               | Dorrit Willumsen        | Maria Krysztofiak                                                   | |
| 1972                | Przedziwne historie                                 | Villy Sørensen          | Franciszek Jaszuński                                                | przedmowę napisał Stefan H. Kaszyński |
| 1972                | Nagie drzewa                                        | Tage Skou-Hansen        | Irena Naganowska                                                    | tłumaczenie z języka niemieckiego |
| 1973                | Poszukiwanie: opowiadania                           | Peter Seeberg           | Maria Bero                                                          | |
| 1973                | Siedem obrazków                                     | Albert Dam              | Franciszek Jaszuński                                                | |
| 1973                | Inny świat Daniela                                  | Leif Panduro            | Maria Krysztofiak                                                   | |
| 1974                | Pożegnanie z Afryką                                 | Karen Blixen            | Józef Giebułtowicz                                                  | tłumaczenie z języka angielskiego; wiersze przełożył Włodzimierz Lewik; drugie wydanie powieści ukazało się w 1987 roku w ramach Serii.                                                                  |
| 1974                | Zniszczenie                                         | Tom Kristensen          | Maria Bero                                                          | |
| 1974                | Nocny ptak, O dniu wczorajszym                      | Ulla Ryum               | Maria Krysztofiak                                                   | |
| 1974                | Niels Lyhne                                         | Jens Peter Jacobsen     | Maria Dąbrowska                                                     | tekst oparty na wyd. Państwowego Instytutu Wydawniczego z 1963 r. |
| 1976                | Anegdoty losu: antologia nowel i opowiadań duńskich |                         | Maria Bero, Maria Krysztofiak, Franciszek Jaszuński, Adela Skrentni | wybór, wstęp, i noty biograficzne: Maria Krysztofiak i Stefan H. Kaszyński; antologia zawiera przekłady 34 utworów, m.in. Sørena Kierkegaarda, Holger Drachmann, Henrika Pontoppidana, Klausa Rifbjerga. |
| 1976                | Ditta. T. 1                                         | Martin Andersen Nexø    | Józef Mondschein                                                    | |
| 1976                | Ditta. T. 2                                         | Martin Andersen Nexø    | Józef Mondschein                                                    | |
| 1976                | Jörgen Stein                                        | Jacob Paludan           | Maria Kłos-Gwizdalska                                               | posłowie napisał Witold Nawrocki |
| 1977                | Siedem fantastycznych opowieści                     | Karen Blixen            | Franciszek Jaszuński                                                | drugie wydanie zbioru opowiadań ukazało się w 1989 roku w ramach Serii pod zmienionym tytułem „Siedem niesamowitych opowieści”                                                                           |
| 1977                | Nie zapomnij: burleska                              | Ole Sarvig              | Maria Krysztofiak                                                   | |
| 1977                | Kłamstwo za kłamstwem                               | Henrik Stangerup        | Maria Bero                                                          | |
| 1978                | Opowiadania                                         | Martin Andersen Nexø    | Maria Bero, Stefan H. Kaszyński, Maria Kelles-Krauzowa              | wyboru dokonała Maria Krysztofiak |
| 1978                | Chory i wesoły                                      | Sven Holm               | Franciszek Jaszuński                                                | |
| 1979                | Baśnie                                              | Hans Christian Andersen | Stefania Beylin, Jarosław Iwaszkiewicz                              | tłumaczenie z języka niemieckiego |
| 1986                | Młynek na dnie morza: baśnie duńskie                |                         | Franciszek Jaszuński                                                | wyboru i opracowania dokonali Peter Ravn i Robert Stiller; posłowie napisał Peter Ravn; ilustracje: Bogusław Orliński                                                                                    |
| 1990                | Maria: powieść o życiu Madame Tussaud               | Dorrit Willumsen        | Maria Krysztofiak                                                   | |

### Literatura farerska
| Rok wydania w Serii | Tytuł                            | Autor                  | Tłumacz                                     | Uwagi                                                     |
| ------------------- | -------------------------------- | ---------------------- | ------------------------------------------- | --------------------------------------------------------- |
| 1967                | Barbara                          | Jørgen-Frantz Jacobsen | Maria Kelles-Krauz                          | wiersze przełożył Eugeniusz Morski                        |
| 1968                | Czarny kocioł                    | Wiliam Heinesen        | Maria Kłos-Gwizdalska                       |                                                           |
| 1970                | Zaczarowane światło: opowiadania | Wiliam Heinesen        | Franciszek Jaszuński, Maria Kłos-Gwizdalska | wiersze z języka niemieckiego przełożył Jerzy Danielewicz |
| 1970                | Honor Biedaka                    | Heðin Brú              | Henryk Anders, Maria Krysztofiak            | tłumaczenie z języka duńskiego                            |

### Literatura fińska
| Rok wydania w Serii | Tytuł                                              | Autor                 | Tłumacz                                                                                      | Uwagi |
| ------------------- | -------------------------------------------------- | --------------------- | -------------------------------------------------------------------------------------------- | --- |
| 1961                | Siedmiu braci                                      | Aleksis Kivi          | Izabela Czermakowa                                                                           | wiersze przełożył Robert Stiller; przedmowę napisał Czesław Kudzinowski; ilustracje: Józef Skoracki |
| 1965                | Dziewczyna na głębinie: powieść                    | Eeva Joenpelto        | Kazimiera Manowska                                                                           | drugie wydanie powieści ukazało się w ramach Serii w 1975 roku |
| 1966                | Słońce życia                                       | Frans Eemil Sillanpää | Cecylia Lewandowska                                                                          | tłumaczenie z języka niemieckiego; opracowanie graficzne: Krystyna Hałaszyn |
| 1967                | Historia sznura z manili                           | Veijo Meri            | Cecylia Lewandowska                                                                          | |
| 1970                | Moreny                                             | Lauri Viita           | Krzysztof Radziwiłł                                                                          | tłumaczenie z języka niemieckiego |
| 1970                | Żyzny granit: antologia nowel i opowiadań fińskich |                       | Natalia Baschmakoff, Cecylia Lewandowska, Zygmunt Łanowski, Maria Olszańska, Michał Misiorny | wyboru dokonał i przedmowę napisał Zygmunt Łanowski; antologia zawiera przekłady dzieł m.in. Elmera Diktoniusa, Penttiego Haanapää, Paavo Haavikko, Hagar Olsson, Paavo Rintali, Fransa Eemila Sillanpää, Miki Waltariego. |
| 1972                | Obcy przyszedł na farmę                            | Mika Waltari          | Barbara Iwicka                                                                               | |
| 1972                | Lata                                               | Paavo Haavikko        | Cecylia Lewandowska                                                                          | przedmowę napisał Zygmunt Łanowski |
| 1974                | Tu, pod gwiazdą polarną, cz. 1                     | Väinö Linna           | Cecylia Lewandowska                                                                          | posłowie napisała Cecylia Lewandowska |
| 1975                | Kobieta na zwierciadle narysowana                  | Veijo Meri            | Cecylia Lewandowska                                                                          | |
| 1976                | Moje dzieciństwo                                   | Toivo Pekkanen        | Barbara Iwicka                                                                               | posłowie napisał Witold Nawrocki |
| 1977                | Tu, pod gwiazdą polarną, cz. 2                     | Väinö Linna           | Cecylia Lewandowska                                                                          | posłowie napisała Cecylia Lewandowska |
| 1978                | Po prostu Johannes                                 | Eeva Joenpelto        | Cecylia Lewandowska                                                                          | |
| 1981                | Putkinotko                                         | Joel Lehtonen         | Cecylia Lewandowska                                                                          | |
| 1984                | Wędrujące buciory                                  | Pentti Haanpää        | Joanna Trzcińska-Mejor                                                                       | |
| 1986                | Żołnierz nieznany                                  | Väinö Linna           | Cecylia Lewandowska                                                                          | posłowie napisał Witold Nawrocki |
| 1987                | Pomysł gubernatora                                 | Pentti Haanpää        | Bolesław Mrozewicz                                                                           | |
| 1988                | Ptaki czarownicy: baśnie fińskie                   |                       | Cecylia Lewandowska, Danuta i Romuald Wawrzyniakowie                                         | wybrał i posłowiem opatrzył Romuald Wawrzyniak; opracowanie graficzne: Bolesław Orliński |
| 1988                | Ziemia jest grzeszną pieśnią: ballada              | Timo K Mukka          | Joanna Trzcińska-Mejor                                                                       | wiersze w przekładzie Jerzego Litwiniuka |

### Literatura islandzka
| Rok wydania w Serii | Tytuł                                | Autor                   | Tłumacz                    | Uwagi |
| ------------------- | ------------------------------------ | ----------------------- | -------------------------- | --- |
| 1968                | Saga o Njalu                         |                         | Apolonia Załuska-Strömberg | opracowanie graficzne: Maria Hiszpańska-Neumann; wstęp i komentarze: Marian Adamus                                                                    |
| 1973                | Ziemia i synowie                     | Indrid G. Thorsteinsson | Mieszysław Kroker          | |
| 1973                | Saga rodu z Laxdalu                  |                         | Apolonia Załuska-Strömberg | posłowie napisał Gerard Labuda, drzeworyty: Maria Hiszpańska-Neumann                                                                                  |
| 1974                | Czarne ptaki                         | Gunnar Gunnarsson       | Leopold Staff              | tłumaczenie z języka duńskiego; przedmowę napisał Witold Nawrocki                                                                                     |
| 1974                | Saga o Egilu                         |                         | Apolonia Załuska-Strömberg | posłowie napisał Gerard Labuda, drzeworyty: Maria Hiszpańska-Neumann                                                                                  |
| 1977                | Czarna msza                          | Jóhannes Helgi          | Zofia Gadzinianka          | przekład z języka rosyjskiego; wiersze z islandzkiego przełożył oraz realia i nazewnictwo opracował Robert Stiller; przedmowę napisał Witold Nawrocki |
| 1978                | Duszpasterstwo koło lodowca: powieść | Haldór Laxness          | Karol Sawicki              | tłumaczenie z języka szwedzkiego |
| 1978                | Jeśli miecz twój krótki              | Agnar Thórðarson        | Andrzej Jankowski          | tłumaczenie z języka angielskiego |

### Literatura norweska
| Rok wydania w Serii | Tytuł                                                     | Autor                                 | Tłumacz                                                                         | Uwagi |
| ------------------- | --------------------------------------------------------- | ------------------------------------- | ------------------------------------------------------------------------------- | --- |
| 1957                | Głód                                                      | Knut Hamsun                           | Franciszek Mirandola                                                            | przejrzał i uzupełnił Tadeusz Powidzki |
| 1957                | Dziewczę ze Słonecznego Wzgórza, Marsz weselny            | Björnstjerne Björnson                 | Franciszek Mirandola                                                            | przejrzał i uzupełnił Tadeusz Powidzki; kolejne wydania w ramach Serii ukazały się w 1972 i 1974 roku |
| 1957                | Błogosławieństwo ziemi: powieść                           | Knut Hamsun                           | Czesław Kędzierski                                                              | przedmowę napisał Aleksander Rogalski; ilustracje: Jan Olejniczak; drugie wydanie w ramach Serii ukazało się w 1973 roku |
| 1957                | Włóczęgi: powieść                                         | Knut Hamsun                           | Czesław Kędzierski                                                              | cz. 1 trylogii o Auguście, ilustracje: Alojzy Krakowski |
| 1958                | August Powsinoga: powieść                                 | Knut Hamsun                           | Czesław Kędzierski                                                              | cz. 2 trylogii o Auguście |
| 1958                | A życie toczy się dalej: powieść                          | Knut Hamsun                           | Czesław Kędzierski                                                              | cz. 3 trylogii o Auguście |
| 1959                | Pan; Wiktoria                                             | Knut Hamsun                           | Czesław Kędzierski                                                              | |
| 1959                | ...A lasy wiecznie śpiewają (cz. 1)                       | Trygve Gulbranssen                    | Henryk Goldmann                                                                 | wydanie drugie powojenne |
| 1959                | Dziedzictwo na Björndal (cz. 2 i 3)                       | Trygve Gulbranssen                    | Henryk Leśniewski                                                               | |
| 1960                | Życie Hanzyny                                             | Peter Egge                            | Stanisław Pazurkiewicz                                                          | |
| 1960                | Cienie na moim sercu: powieść o pewnej miłości            | Terje Stigen                          | Edwin Herbert                                                                   | |
| 1961                | Ucieczka                                                  | Arthur Omre                           | Edwin Herbert                                                                   | |
| 1961                | Spotkanie u milowego słupa                                | Sigurd Hoel                           | Beata Hłasko                                                                    | przedmowę napisał Józef Giebułtowicz, opracowanie graficzne: Danuta Staszewska; drugie wydanie w ramach serii ukazało się w 1966 roku |
| 1964                | Droga na kraniec świata                                   | Sigurd Hoel                           | Beata Hłasko                                                                    | drugie wydanie w ramach Serii ukazało się w 1976 roku |
| 1966                | My mordercy i inne nowele                                 | Johan Borgen                          | Józef Giebułtowicz, Beata Hłasko                                                | wyboru dokonał i przedmowę napisał Józef Giebułtowicz, opracowanie graficzne: Maria Dolna |
| 1966                | Kpiarz z wyspy Toska: wybór opowiadań                     | Øivind Bolstad                        | Katarzyna Suchodolska                                                           | tłumaczenie z języka rosyjskiego; opracowanie graficzne: Irena Jarzyńska |
| 1968                | Muzyka niebieskiej studni                                 | Tarborg Nedreaas                      | Andrzej Kołaczkowski                                                            | posłowie napisał Andrzej Kołaczkowski |
| 1969                | Testament starego Winckla                                 | Øivind Bolstad                        | Małgorzata Kłos-Gwizdalska                                                      | |
| 1969                | Bracia z Olsöya                                           | Olav Duun                             | Emilia Bielicka                                                                 | |
| 1969                | Pewnego dnia w październiku                               | Sigurd Hoel                           | Józef Giebułtowicz                                                              | |
| 1970                | Tam, gdzie fiordy: antologia nowel i opowiadań norweskich |                                       | Beata Hłasko, Andrzej Kołaczkowski, Adela Skrentni,                             | wyboru dokonał Józef Giebułtowicz, przedmowę i noty biograficzne napisała Adela Skrentni; antologia zawiera przekłady 43 utworów, m.in. Tarjeia Vesaasa, Alexander L. Kiellanda, Kåre Holta, Torborga Nedreaasa, Amelie Skram, Jonasa Lie, Aksela Sandemose, Arne Garborga. |
| 1970                | Bliżni                                                    | Olav Duun                             | Edyta Sicińska                                                                  | tłumaczenie z języka niemieckiego |
| 1970                | Spotkanie z minionymi latami                              | Sigurd Hoel                           | Krystyna Byczewska                                                              | |
| 1971                | Wielka gra                                                | Tarjei Vesaas                         | Beata Hłasko                                                                    | |
| 1971                | Kapitan Worse: powieść                                    | Alexander L. Kielland                 | Adela Skrentni                                                                  | |
| 1972                | Tamta zima                                                | Sigbjørn Hølmebakk                    | Adam Wysocki                                                                    | |
| 1972                | Uchodźcy                                                  | Sigurd Evensmo                        | Zofia Gadzinianka                                                               | |
| 1972                | Wilki                                                     | Mikkjel Fønhus                        | Teresa Jętkiewicz                                                               | |
| 1972                | Ostatni wiking                                            | Johan Bojer                           | Leopold Staff                                                                   | |
| 1973                | Ludzie i żywioły                                          | Olav Duun                             | Beata Hłasko                                                                    | |
| 1973                | Ragnhilda                                                 | Olav Duun                             | Edyta Sicińska                                                                  | tłumaczenie z języka niemieckiego |
| 1973                | Otchłań                                                   | Jonas Lie                             | Anna M. Linke                                                                   | tłumaczenie z języka niemieckiego |
| 1973                | Zaklęty krąg                                              | Sigurd Hoel                           | Beata Hłasko                                                                    | |
| 1974                | Chleb nocy, cz. 1 Ann-Magritt                             | Johan Falkberget                      | Edyta Sicińska                                                                  | przedmowę napisał Witold Nawrocki |
| 1974                | Zabójstwo                                                 | Kåre Holt                             | Irena Naganowska                                                                | |
| 1974                | Ptaki                                                     | Tarjei Vesaas                         | Beata Hłasko                                                                    | |
| 1975                | Wilkołak                                                  | Aksel Sandemose                       | Beata Hłasko                                                                    | |
| 1975                | Z przyszłym nowiem                                        | Tarborg Nedreaas                      | Andrzej M. Kołaczkowski                                                         | |
| 1975                | Zamek Soria Moria: baśnie norweskie                       | Peter Christen Asbjørnsen, Jørgen Moe | Beata Hłasko, Adela Skrentni                                                    | wyboru dokonała i przedmowę napisała Adela Skrentni, opracowanie graficzne: Adam Kilian |
| 1976                | Na przykład Martin                                        | Solveig Christov                      | Adela Skrentni                                                                  | |
| 1977                | Mały lord                                                 | Johan Borgen                          | Beata Hłasko                                                                    | |
| 1977                | Krystyna córka Lavransa: Wianek                           | Sigrid Undset                         | Wanda Kragen                                                                    | tłumaczenie z języka niemieckiego |
| 1977                | Krystyna córka Lavransa: Żona                             | Sigrid Undset                         | Wanda Kragen                                                                    | tłumaczenie z języka niemieckiego |
| 1977                | Krystyna córka Lavransa: Krzyż                            | Sigrid Undset                         | Wanda Kragen                                                                    | tłumaczenie z języka niemieckiego |
| 1980                | Zaczarowany łoś                                           | Mikkjel Fønhus                        | Adam Wysocki                                                                    | |
| 1981                | Rekiny: opowieść o dziejach statku i załogi               | Jens Bjørneboe                        | Jadwiga Purzycka-Kvadsheim                                                      | |
| 1988                | Koń z Hogget: wybór opowiadań                             | Tarjei Vesaas                         | Maria Gołębiewska-Bijak, Ewa Grabarczyk, Adela Skrentni, Elżbieta Wojciechowska | wybory dokonała Adela Skrentni |

### Literatura szwedzka
| Rok wydania w Serii | Tytuł                                                                     | Autor                 | Tłumacz                                              | Uwagi |
| ------------------- | ------------------------------------------------------------------------- | --------------------- | ---------------------------------------------------- | --- |
| 1962                | Darunga albo Mleko wilczycy                                               | Artur Lundkvist       | Irena Wyszomirska                                    | przedmowę napisał Zygmunt Łanowski |
| 1965                | Losy ludzkie: opowiadania i nowele szwedzkie                              |                       | Zygmunt Łanowski, Maria Olszańska, Irena Wyszomirska | wyboru dokonał i opracował Zygmunt Łanowski; antologia zawiera przekłady 39 utworów, m.in. Augusta Strindberga, Hjalmara Söderberga, Pära Lagerkvista, Harry’ego Martinsona, Birgitty Trotzig, Svena Delblanca; drugie wydanie antologii ukazało się w ramach Serii w 1979 roku. |
| 1966                | Fryz życia: nowele i opowiadania                                          | Artur Lundkvist       | Zygmunt Łanowski                                     | wyboru dokonał i posłowie napisał Zygmunt Łanowski; opracowanie graficzne: Danuta Staszewska |
| 1966                | Selambowie                                                                | Sigfrid Siwertz       | Maria Olszańska                                      | przedmowę napisał Zygmunt Łanowski; opracowanie graficzne: Zbigniew Kaja |
| 1968                | Rya-Rya                                                                   | Ivar Lo-Johansson     | Irena Wyszomirska                                    | |
| 1970                | Zastrzelono lwa: wybór nowel i opowiadań                                  | Maria Wine            | Maria Olszańska                                      | wyboru dokonał i przedmowę napisał Zygmunt Łanowski |
| 1972                | Droga do Klockrike                                                        | Harry Martinson       | Maria Olszańska                                      | |
| 1972                | Wielkie zapomnienie: pierwsza książka Zachariasza                         | Lars Ahlin            | Maria Olszańska                                      | |
| 1972                | Zło; Kat; Mariamne                                                        | Pär Lagerkvist        | Zygmunt Łanowski                                     | przedmowę napisał Zygmunt Łanowski; drugie wydanie ukazało się w ramach Serii w 1986 roku. |
| 1973                | Kraina zdrajców: opowieść o ludziach zapomnianych przez historię          | Vilhelm Moberg        | Zdzisław Wawrzyniak                                  | |
| 1973                | Do cieplejszych krajów                                                    | Per Christian Jersild | Maria Olszańska                                      | |
| 1974                | Gösta Berling                                                             | Selma Lagerlöf        | Franciszek Mirandola                                 | |
| 1974                | Człowiek bez nazwiska                                                     | Ivar Lo-Johansson     | Grażyna Szewczyk, Ewa Teodorowicz                    | |
| 1974                | Dochodzenie                                                               | Per Olof Sundman      | Karol Sawicki                                        | |
| 1975                | Sceny z życia małżeńskiego                                                | Ingmar Bergman        | Maria Olszańska, Karol Sawicki                       | przedmowę napisał Kazimierz Młynarz |
| 1975                | Śmierć Sokratesa                                                          | Lars Gyllensten       | Zdzisław Wawrzyniak                                  | |
| 1975                | Jedź dziś nocą!                                                           | Vilhelm Moberg        | Maria Olszańska                                      | |
| 1975                | Koniec nocy i inne opowieści o świecie, ludziach i mitach                 | Artur Lundkvist       | Zygmunt Łanowski                                     | wyboru dokonał Zygmunt Łanowski; drugie wydanie w ramach Serii ukazało się w 1975 roku |
| 1976                | Czasy jego wysokości                                                      | Eyvind Johnson        | Maria Olszańska                                      | |
| 1977                | Powieść o Olofie: To był rok 1914 (cz. 1), Otóż i twoje życie (cz. 2)     | Eyvind Johnson        | Emilia Bielecka                                      | posłowie napisał Zygmunt Łanowski |
| 1977                | Powieść o Olofie: Nie oglądaj się wstecz (cz. 3), Koniec młodości (cz. 4) | Eyvind Johnson        | Zdzisław Wawrzyniak                                  | posłowie napisał Zygmunt Łanowski |
| 1977                | Piąta zima magnetyzera                                                    | Per Olov Enquist      | Maria Olszańska                                      | |
| 1978                | Weselne kłopoty                                                           | Stig Dagerman         | Maria Olszańska                                      | |
| 1980                | W sali zwierciadeł: antologia poezji szwedzkiej (1928-1978)               |                       | Bolesław Fac et al.                                  | wyboru dokonał i opracował Zygmunt Łanowski; antologia zawiera przekłady m.in. Artura Lundkvista, Gunnara Ekelöfa, Erika Lindegrena, Karla Vennberga, Wernera Aspenströma, Tomasa Tranströmera.                                                                                  |
| 1980                | Domokrążca                                                                | Ivar Lo-Johansson     | Grażyna Szewczyk, Ewa Teodorowicz                    | |
| 1981                | Chmury nad Metapontem                                                     | Eyvind Johnson        | Zygmunt Łanowski                                     | |
| 1982                | Emigranci                                                                 | Vilhelm Moberg        | Maria Olszańska                                      | |
| 1982                | Miasto moich marzeń                                                       | Per Anders Fogelström | Małgorzata Szulc-Modig                               | |
| 1983                | Zaczarowany dzban: baśnie szwedzkie                                       |                       | Agnieszka Ciankowska                                 | wybrał i posłowiem opatrzył Robert Stiller; opracowanie graficzne Wiesław Majchrzak |
| 1984                | Dom Babel                                                                 | Per Christian Jersild | Zdzisław Wawrzyniak                                  | |
| 1984                | Dramaty                                                                   | August Strindberg     | Zygmunt Łanowski                                     | zawiera dramaty: Mistrz Olof, Koledzy, Pierwsze ostrzeżenie, Zbrodnie i zbrodnie, Wielkanoc. |
| 1986                | Wola nieba                                                                | Artur Lundkvist       | Zygmunt Łanowski                                     | |
| 1986                | Wyspa dzieci                                                              | Per Christian Jersild | Halina Thylwe                                        | |
| 1987                | Imigranci                                                                 | Vilhelm Moberg        | Maria Olszańska, Halina Thylwe                       | |
| 1987                | Rodzina Rasków                                                            | Vilhelm Moberg        | Małgorzata Szulc                                     | |
| 1988                | Dramaty królewskie, dramaty liryczne                                      | August Strindberg     | Zygmunt Łanowski                                     | wyboru dokonał Zygmunt Łanowski; posłowie napisał Lech Sokół; zawiera dramaty: Eryk XIV, Karol XII, Gustaw III, Do Damaszku, Gra Snów, Wielki Gościniec. |
| 1990                | Sztuki kameralne, Krystyna, Wierzyciele                                   | August Strindberg     | Zygmunt Łanowski                                     | wyboru dokonał Zygmunt Łanowski; zawiera dramaty: Burza, Pogorzelisko, Sonata Widm, Pelikan, Krystyna, Wierzyciele. |

## Seria od 2018 roku

### Literatura duńska
| Rok wydania w Serii | Tytuł               | Autor              | Tłumacz            | Uwagi                       |
| ------------------- | ------------------- | ------------------ | ------------------ | --------------------------- |
| 2019                | Pożegnanie z Afryką | Karin Blixen       | Józef Giebułtowicz | wstęp: Joanna Cymbrykiewicz |
| 2020                | Życie Sus           | Jonas T. Bengtsson | Iwona Zimnicka     |                             |

### Literatura islandzka
| Rok wydania w Serii | Tytuł  | Autor                 | Tłumacz     | Uwagi |
| ------------------- | ------ | --------------------- | ----------- | ----- |
| 2020                | Blizna | Auður Ava Ólafsdóttir | Jacek Godek |       |

### Literatura norweska
| Rok wydania w Serii | Tytuł                          | Autor                       | Tłumacz                 | Uwagi |
| ------------------- | ------------------------------ | --------------------------- | ----------------------- | ----- |
| 2018                | Niewidzialni                   | Roy Jacobsen                | Iwona Zimnicka          |       |
| 2019                | Współczesna rodzina            | Helga Flatland              | Karolina Drozdowska     |       |
| 2019                | Początki                       | Carl Frode Tiller           | Katarzyna Tunkiel       |       |
| 2019                | Białe morze                    | Roy Jacobsen                | Iwona Zimnicka          |       |
| 2020                | Oczy z Rigela                  | Roy Jacobsen                | Iwona Zimnicka          |       |
| 2021                | Szarady                        | Knut Hamsun                 | Marta Gołębiewska Bijak |       |
| 2021                | Tylko matka                    | Roy Jacobsen                | Iwona Zimnicka          |       |
| 2022                | Człowiek, który kochał Syberię | Roy Jacobsen, Annelise Pitz | Iwona Zimnicka          |       |
| 2022                | Ostatni raz                    | Helga Flatland              | Karolina Drozdowska     |       |
| 2023                | Wiosenna noc / Zamek z lodu    | Tarjei Vesaas               | Marta Gołębiewska-Bijak |       |
| 2023                | Ucieczka                       | Carl Frode Tiller           | Katarzyna Tunkiel       |       |
| 2024                | Niegodni                       | Roy Jacobssen               | Iwona Zimnicka          |       |
| 2024                | Ptaki                          | Terjei Vesaas               | Maria Gołębiewska-Bijak |       |

### Literatura szwedzka i fińsko-szwedzka
| Rok wydania w Serii | Tytuł                           | Autor                | Tłumacz              | Uwagi |
| ------------------- | ------------------------------- | -------------------- | -------------------- | ----- |
| 2020                | Poparzone dziecko               | Stig Dagerman        | Justyna Czechowska   |       |
| 2021                | Niebo w kolorze siarki          | Kjell Westö          | Katarzyna Tubylewicz |       |
| 2022                | Testament                       | Nina Wähä            | Justyna Czechowska   |       |
| 2022                | Pojechałam do brata na południe | Karin Smirnoff       | Agata Teperek        |       |
| 2023                | Jedziemy z matką na północ      | Karin Smirnoff       | Agata Teperek        |       |
| 2023                | Babetta                         | Nina Wähä            | Justyna Kwiatkowska  |       |
| 2024                | Wracam do domu                  | Karin Smirnoff       | Agata Teperek        |       |
| 2024                | Mokradła                        | Maria Turtschaninoff | Agata Teperek        |       |

### Literatura fińska
| Rok wydania w Serii | Tytuł                         | Autor           | Tłumacz            | Uwagi |
| ------------------- | ----------------------------- | --------------- | ------------------ | ----- |
| 2021                | Oneiron                       | Laura Lindstedt | Sebastian Musielak |       |
| 2023                | Powiedziała, że nie żałuje    | Tommi Kinnunen  | Sebastian Musielak |       |
| 2024                | Kobiety, o których myślę nocą | Mia Kankimäki   | Iwona Kiuru        |       |